# NCAA All-American momčad
NCAA All-American momčad sastoji se od najboljih igrača iz NCAA Divizije I. Momčad je podjeljena u dvije petorke. Danas, je tu funkciju uz neke druge američke agencije, preuzela novinarska agencija Associated Press koja glasovanjem odlučuje o uvršatavanju najboljih igrača. 
Ovo priznanje prvi puta je dodijeljeno 1929. godine od strane časopisa College Humor i sidnikata Christy Walsh. Associated Press  ovo priznanje dodjeljuje već od 1948. godine.